# Patrick Gasienica
Patrick Gasienica, född 28 november 1998 i McHenry, Illinois, död 12 juni 2023 i Bull Valley i McHenry County, Illinois, var en amerikansk backhoppare. Han deltog i Världsmästerskapen i nordisk skidsport 2019 i Seefeld/Innsbruck.
Gasienica omkom i en motorcykelolycka den 12 juni 2023.